# La bisbetica domata (balletto)
La bisbetica domata (The Taming of the Shrew) è un balletto in due atti del coreografo John Cranko e tratto dall'omonima commedia shakespeariana. La partitura è composta da composizioni di Domenico Scarlatti arrangiate e orchestrate da Kurt-Heinz Stolze. Il balletto ha avuto la sua prima a Stoccarda nel 1969.

## Trama
Atto I
Nella città di Padova i tre pretendenti Ortensio, Lucenzio e Gremio chiedono la mano di Bianca, la figlia di Battista. Tuttavia il padre decide che la giovane non si sposerà finché anche la primogenita Caterina avrà trovato un marito e, dato che la donna ha un carattere molto difficile, le nozze di Bianca sembrano quindi irrealizabili. I tre pretendenti chiedono quindi a Petruccio di "domare" Caterina e l'uomo, che desidera contrarre un matrimonio economicamente vantaggioso, accetta la sfida. Petruccio chiede la mano di Caterina che, dopo un corteggiamento tumultuoso, alla fine accetta. Petruccio e Caterina si sposano e il marito la porta via a forza prima dell'inizio della festa nuziale.
Atto II
Nella loro nuova casa, Petruccio impedisce a Caterina di mangiare, adducendo come scusa il fatto che il cibo non sia abbastanza buono per lei. Per tutta risposta Caterina rifiuta di consumare le nozze e dorme sul pavimento della cucina. Approfittando del carnevale, Lucenzio si spiana la strada verso Bianca convincendo Ortensio e Gremio a sposare due donne di strada. Intanto Caterina, sfiancata dalle continue vessazioni del marito, abbandona il suo atteggiamento indomito e cede al suo amore per lei. Al matrimonio tra Bianca e Lucenzio Caterina rimprovera la sorella per aver trattato male il nuovo marito e le mostra come si dovrebbe comportare una moglie. Rimasti soli, Caterina e Petruccio esprimono il proprio amore con un pas de deux.

## Cast della prima
- Marcia Haydée – Caterina
- Richard Cragun – Petruccio
- Susanne Hanke – Bianca
- Egon Madsen – Gremio
- Heinz Claus – Lucenzio
- John Neumeier – Ortensio

## Il balletto in Italia
Il debutto scaligero del balletto avvenne il 28 maggio 1980 con Luciana Savignano e Cragun nel ruoli dei protagonisti. Successivamente Savignano è tornata ad interpretare Caterina anche nella stagione seguente, questa volta accanto al Petruccio di Peter Breuer, e nel 1985 accanto a Jean-Charles Gil. Nella stagione 1990/1991 il teatro ha proposto un quarto allestimento del balletto con Oriella Dorella e OIiver Matz che si alternavano a Isabel Seabra e Zoltán Solymosi nei ruoli dei protagonisti. Nell'aprile 2003 il balletto è stato rappresentato nuovamente al Teatro alla Scala con Alessandra Ferri nel ruolo di Caterina e Maximiliano Guerra come protagonista maschile.
Al Teatro dell'Opera di Roma il balletto ebbe la sua prima il 7 aprile 1989 con Raffaele Paganini e Paola Catalani nei ruoli dei protagonisti; successivamente fu portato nuovamente in scena nel febbraio 1997 con Maximiliano Guerra e Yseult Lendvai.
Il Balletto di Stoccarda ha portato in scena La bisbetica domata al Teatro Regio di Torino nel febbraio 1999 con Ferri nel ruolo di Katherine e Oliver Matz in quello di Petrucchio.